# Корреццола
Корреццола (італ. Correzzola, вен. Corezoła) — муніципалітет в Італії, у регіоні Венето, провінція Падуя.
Корреццола розташована на відстані близько 380 км на північ від Рима, 31 км на південний захід від Венеції, 25 км на південний схід від Падуї.
Населення — 5372 особи (2014).

## Демографія
Населення за роками:

Станом на 1 січня 2023 року в муніципалітеті офіційно проживало 366 іноземців з 31 країни, серед них 108 громадян країн Євросоюзу та 12 громадян України.

## Сусідні муніципалітети
- Анья
- Кандіана
- Кіоджа
- Кодевіго
- Кона
- Понтелонго